# Bouchot (rivière)
Pour les articles homonymes, voir Bouchot (homonymie).
Le Bouchot est une rivière française du Grand Est qui coule dans le département des Vosges. C'est un affluent de la Moselotte en rive droite, donc un sous-affluent du Rhin, par la Moselotte puis par la Moselle.

## Géographie
De 18,1 km de longueur, le Bouchot naît dans le massif des Vosges, sur un flanc de la Tête de Grouvelin, sommet situé sur le territoire de la commune de Gérardmer, section des Bas-Rupts. Il porte alors le nom de ruisseau des Hautes Vannes puis ruisseau des Hauts-Rupts  jusqu'au confluent avec ruisseau des Bas-Rupts. Il traverse Rochesson, longe Gerbamont, puis arrose Sapois où il reçoit sur sa droite le ruisseau de Menaurupt. Après avoir traversé Vagney, il rejoint la rive droite de la Moselotte.
À Sapois, le Saut du Bouchot est une cascade bucolique et sauvage qui vaut le détour. Son dénivelé est de 28 mètres.

### Communes et cantons traversés
Dans le seul département des Vosges, le Bouchot traverse quatre communes et deux cantons :
- dans le sens amont vers aval : Gérardmer, Rochesson, Sapois, Gerbamont, Vagney (confluence).

Soit en termes de cantons, le Bouchot prend source dans le canton de Gérardmer et conflue dans le canton de Saulxures-sur-Moselotte, le tout dans les deux arrondissement d'Épinal et arrondissement de Saint-Dié-des-Vosges.

### Bassin versant
Le Bouchot traverse une seule zone hydrographique Le Bouchot (A415) de 57 km2 de superficie. Ce bassin versant est constitué à 74,92 % de « forêts et milieux semi-naturels », à 21,30 % de « territoires agricoles », à 3,15 % de « territoires artificialisés »

## Affluents
Le Bouchot a onze affluents référencés et davantage géographiquement :
- Ruisseau des Hauts Rupts sur la seule commune de Gérardmer avec un affluent:
  - Goutte du Cerceneux Hans (rd) descendant du flanc Ouest du Grand Haut sur la seule commune de Gérardmer
- Ruisseau des Bas Rupts ou des Bas Rus (rg), 1,5 km, sur la seule commune de Gérardmer.
- Ruisseau du Grand Etang (rd) selon Géoportail.
- Ruisseau de Creusegoutte (rg), 2,5 km, sur la seule commune de Gérardmer.
- Ruisseau de Noire  Goutte (rg), 2,4 km, sur la seule commune de Rochesson.
- Goutte de Jossonfaing (rg), 2,6 km, sur la seule commune de Rochesson avec un affluent: 
  - Goutte de Chercheneux sur la seule commune de Rochesson
- Goutte de Battion (rg), 2,9 km, sur la seule commune de Rochesson.
- Goutte de Plainfaing ou Goutte du Moinat (rg), 3,5 km, sur la seule commune de Rochesson.
- Goutte de Frimont (rg), 1,1 km, sur la seule commune de Rochesson.
- Goutte du Herray (rg), 1,6 km, sur les deux communes de Rochesson et Gerbamont.
- Ruisseau de Peute Goutte, ou ruisseau de Petite Goutte (rg), 2,3 km, sur les deux communes de Sapois et Gerbamont.
- La Goutte Mathias (rg), 2,8 km, sur les deux communes de Sapois et Gerbamont.
- Ruisseau de Menaurupt (rd), 8,8 km, sur les deux communes de Sapois et Gérardmer avec un affluent :
  - Ruisseau de Fouchon (rd), 2,4 km, sur la seule commune de Sapois.
- Ruisseau des Naufaings (rg), selon Géoportail.

Donc son rang de Strahler est de trois.

## Hydrologie
Le module du Bouchot, mesuré au niveau de son confluent avec la Moselle est de 1,96 m3/s pour un bassin versant de 56,9 km2 . 

### Lame d'eau et débit spécifique
La lame d'eau écoulée dans le bassin est de 1 086 millimètres par an, ce qui est très élevé, caractéristique partagée par les autres cours d'eau de la région vosgienne. C'est plus de trois fois supérieur à la moyenne de la France, tous bassins confondus, et aussi très largement supérieur à la moyenne du bassin français de la Moselle (445 millimètres par an à Hauconcourt, en aval de Metz ). Son débit spécifique ou Qsp atteint dès lors le chiffre très élevé de 34,45 litres par seconde et par kilomètre carré de bassin.